# デュスコロス
『デュスコロス』（古希: Δύσκολος, Dyskolos）は、古代ギリシアの作家メナンドロスによるギリシア喜劇の1つ。彼の喜劇の中で、ほぼ完全な形で現存する唯一の作品として知られる。『気むずかし屋』、『人間嫌い』等とも。
人間嫌いとして有名な実在のアテナイ人ティーモーンをモデルとした、クネーモーンというアテナイ郊外に住む老人を主人公に、彼の娘、その異父兄ゴルギアース、娘に惚れた金持ち息子ソーストラトス等が絡みつつ、クネーモーンが改心していく物語が描かれる。
紀元前316年のレーナイア祭で上演され優勝した。

## 日本語訳
- 西村太良訳「人間嫌い」- 『ギリシア喜劇全集5 メナンドロスI』 岩波書店、2009年
- 呉茂一訳「気むずかし屋」- 『ギリシア喜劇全集 第2巻』 人文書院、1961年
- 呉茂一訳「デュスコロス」- 『ギリシア劇集』新潮社、1963年